# Béjaïa
Béjaïa, in italiano anche Bugia (in berbero ⴱⴳⴰⵢⵝ, Bgayet; in arabo بجاية‎?, Bijāya; Bougie, Béjaïa in francese; nell'antichità, Vaga ["i rovi"] in libico-berbero e Saldae in latino) è una città dell'Algeria, situata nella regione della Cabilia e capoluogo della provincia omonima.
I suoi abitanti si chiamano Bugioti (Afjawi in berbero, Bejawîm in arabo).
Con i suoi 160 000 abitanti nel 2004, Béjaïa è la città più grande di tutta la Cabilia. È anche la più importante di tutta la regione, con il suo grande polo industriale, in cui si possono trovare le industrie più diverse, per non dimenticare la sua situazione geostrategica, col suo porto che rappresenta un importante scalo petrolifero e commerciale sul Mar Mediterraneo. Béjaïa è dotata anche di un aeroporto internazionale e di un'università.
Conosciuta in epoca romana con il nome di Saldae, nel Medioevo viene conosciuta per la qualità delle sue candele fatte di cera d'api, alle quali ha dato il suo nome. Béjaïa ha anche svolto un ruolo importante nella trasmissione delle cifre arabe in Occidente ad opera del pisano Leonardo Fibonacci, che vi soggiornò negli ultimi anni del XII secolo.

## Origine del nome

### Origine della parola bugia
La parola bugia come sinonimo di "candela" è attestata in italiano a partire da XVII secolo; analogamente il termine francese bougie fa la sua comparsa in francese a partire dal XIV secolo. Entrambe le denominazioni si rifanno al nome della città di Bugia, che forniva una grande quantità di cera d'api per la fabbricazione di candele. La candela come la conosciamo noi venne poi sviluppata verso la metà del XIX secolo, con una nuova materia prima (la paraffina) e con l'introduzione di uno stoppino intrecciato.

## Storia
Per la sua storia plurimillenaria, Béjaïa è una delle più antiche città dell'Algeria. Nel 27/26 a.C., l'imperatore romano Augusto fonda la colonia Julia Augusta Saldensium Septimana Immunis destinata ai veterani della VII legione. Questa città di Saldae viene integrata nella Mauretania Cesarense nel 42 d.C. Nel V secolo viene nominata come sede vescovile.
Un'iscrizione del II secolo definisce Saldae «Civitas Splendidissima». Secondo Léon Renier, questa iscrizione è stata poi trasferita nel Museo del Louvre, a Parigi. Numerose anfore, mosaici, capitelli, monete antiche sono stati trovati dagli archeologi nel corso di scavi recenti.
Nel Medioevo, questa località portuale svolse un ruolo politico di primo piano. La dinastia berbera dei Hammadidi, in lotta con quella degli Almoravidi, decise di trasferire la propria capitale dalla Qal'a dei Banu Hammad a Béjaïa.
La città, che era divenuta una delle più prospere delle rive del Mar Mediterraneo, respinse una spedizione genovese nel 1136. Nel 1152, venne conquistata dagli Almohadi.
La città conobbe un tale sviluppo che secondo Leone l'Africano (noto oggi come protagonista di un romanzo di Amin Maalouf), era popolata da molte decine di migliaia di abitanti, soprattutto arabi andalusi e berberi cabili.
Divenuta una temuta città di corsari barbareschi nel XIV secolo, la città venne presa dallo spagnolo Pedro Navarro nel 1510; l'occupazione durò fino al 1555.
Durante il dominio francese, era nota con diversi nomi europei, come Budschaja in lingua tedesca, Bugia in italiano e Bougie buˈʒi in francese. Le versioni in francese e in italiano, per via del commercio cittadino di cera, hanno probabilmente acquisito il significato metonimico di "candela".

## Società
Béjaïa era costituita in maggioranza fino al XX secolo da musulmani andalusi ed ebrei. In città si stabilì una cospicua comunità di pieds-noirs, emigrati in Francia dopo l'indipendenza dell'Algeria. Fin dal XX secolo, Béjaïa fu destinazione di un vasto flusso migratorio dal resto della Cabilia, che portò ad un drastico incremento della popolazione e dello sviluppo edilizio nei quartieri nuovi.

### Lingue e dialetti
Béjaïa era originariamente una città a maggioranza arabofona. Il dialetto arabo bugiota è di tipo pre-hilalico e ha testimoniato forti influenze da parte dell'arabo andaluso a causa della vasta comunità di arabi andalusi in città. A partire dal XX secolo, l'immigrazione di berberi dalle circostanti regioni rurali del resto della Cabilia rese la città a maggioranza berberofona. L'antico dialetto arabo bugiota è mantenuto dalle antiche famiglie cittadine nei quartieri della città vecchia.

## Geografia fisica

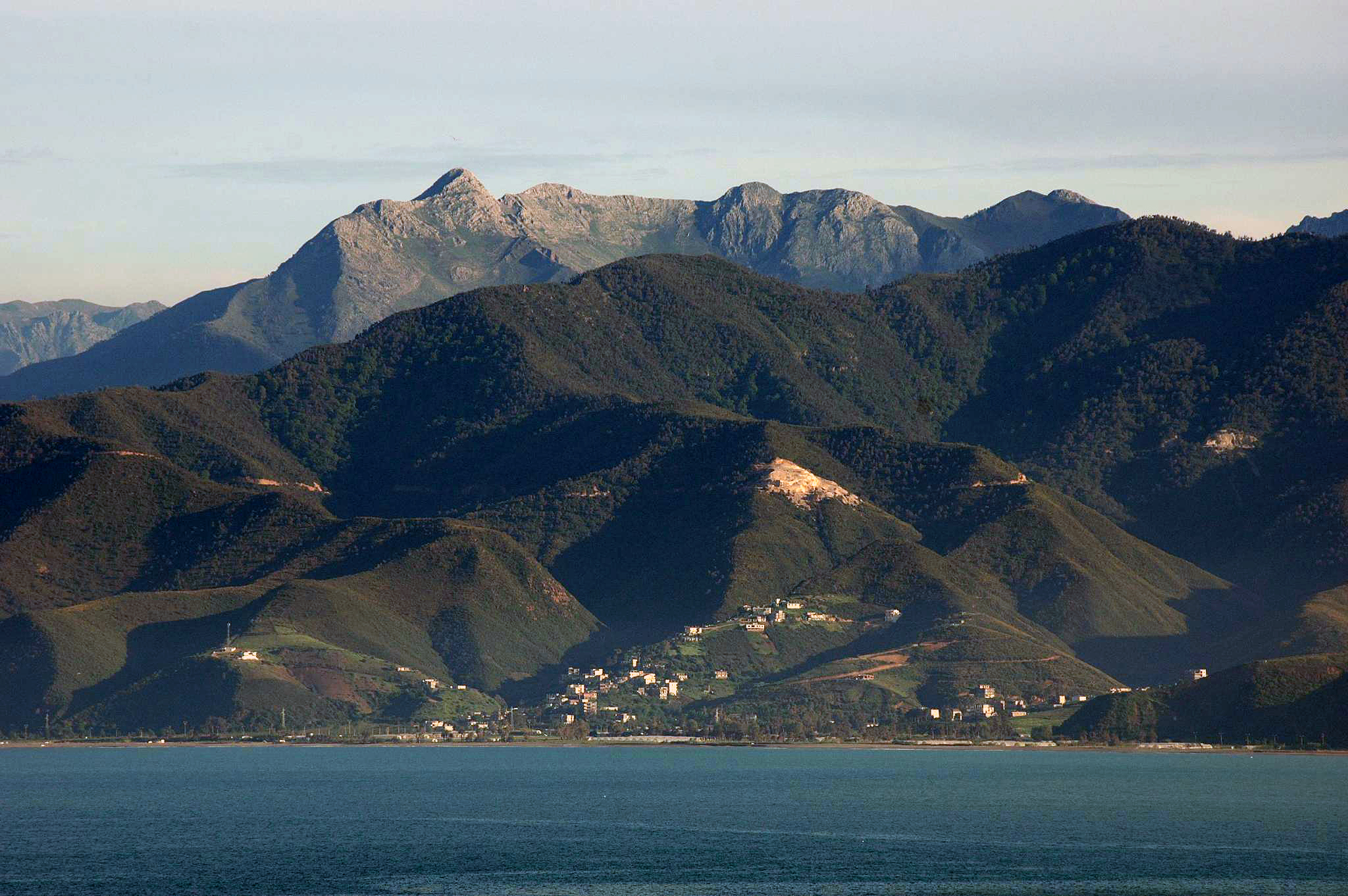
Montagne della Cabilia, dietro la baia di Béjaïa

La regione di Béjaïa è delimitata ad ovest dalle creste del Djurdjura; ad est dai Babor, cui si vengono a saldare i Biban, che si stendono a sud-est fino a dominare le pianure della Madjana e di Bordj Bou-Arrirédj. Una valle, percorsa dalla Soummam, che separa i Babor-Biban dal Djurdjura, sfocia verso sud a Ighrem, El Asnam, in una ricca pianura coltivata ad olivi, alberi da frutto, viti e altre colture. Il golfo di Béjaïa, su cui la città si affaccia ad anfiteatro, offre l'aspetto di un vasto lago circondato da un sipario di monti dai profili irregolari: la cresta di Gouraya che domina la città; alla sua destra il picco di Toudja; di fronte, e seguendo l'ellisse del litorale, vengono le cime di Bou-Andas, gli spigoli rocciosi di Béni-Tizi, del Djebel Takoucht, d'Adrar-Amellal, Tizi-ou-Zerzour, la vasta dorsale dei Babor di fianco al picco del Tababort; e per finire, sullo sfondo, la sagoma azzurrognola del paese di Jijel.
Man mano che ci si allontana dalla città in direzione di Ziama, le gole di Chaabet-El-Akhra, si segue per oltre trenta chilometri il semicerchio formato dal golfo. La strada che corre parallela alla costa attraversa una fertile pianura dominata da siti pittoreschi e verdeggianti, ricchi di vegetazione fitta e rigogliosa.
Le rive della Soummam, che viene attraversata, sono coperte di giunchi e di oleandri, che separano le sue rive da bei giardini in cui si ritrovano insieme fichi, olivi, aranci, albicocchi. Dopo Souk-el-Khemis e la sua morbida pianura, la striscia che fiancheggia la riva si ritira un po' alla volta, per dar posto, verso sudovest seguendo il fiume, alla strada che conduce alle gole.
La gola offre uno spettacolo naturale che, per l'emozione che offre ai visitatori, le è valso il nome di "Chaabet-el-Akhra".
Sul monte Gouraya, che domina la città, si trova il mausoleo della santa locale Yemma Guraya, dal quale si può apprezzare l'approdo naturale offerto dalla baia sottostante, frequentato già dai Fenici che vi fondarono un emporio commerciale conservato dai Romani e scelto poi da al-Nāṣir b. Ḥammād (francesizzato in En Nacer Ben Hammad) per edificarvi la propria capitale.

## Infrastrutture e trasporti

### Aeroporti
Béjaïa è servita dall'Aeroporto di Béjaïa-Soummam.

## Galleria d'immagini

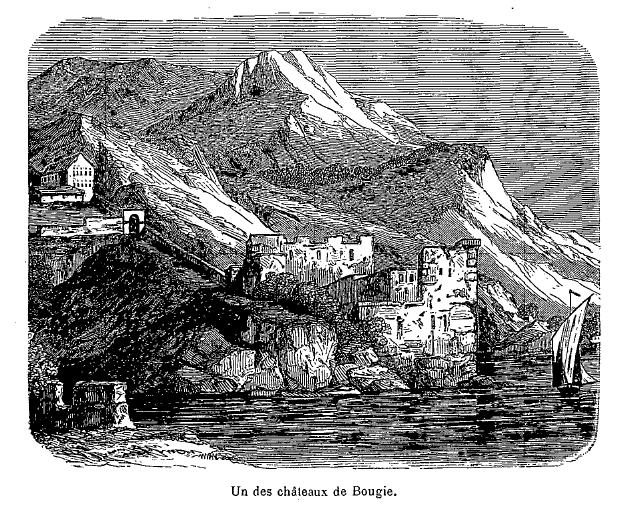
Un forte spagnolo di Béjaïa in una stampa del XIX secolo
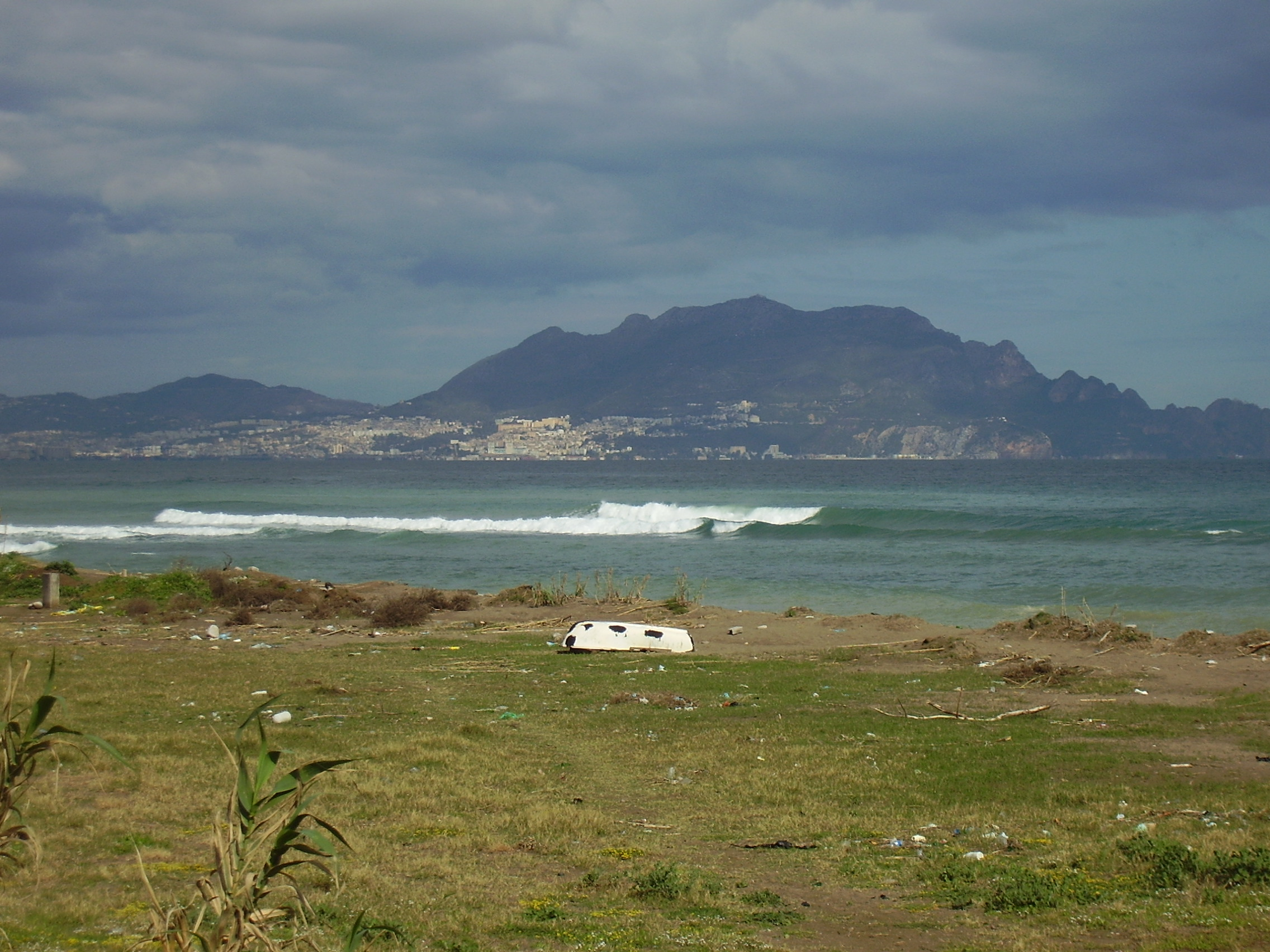
Una vista di Béjaïa sovrastata dal monte Yemma Gouraya
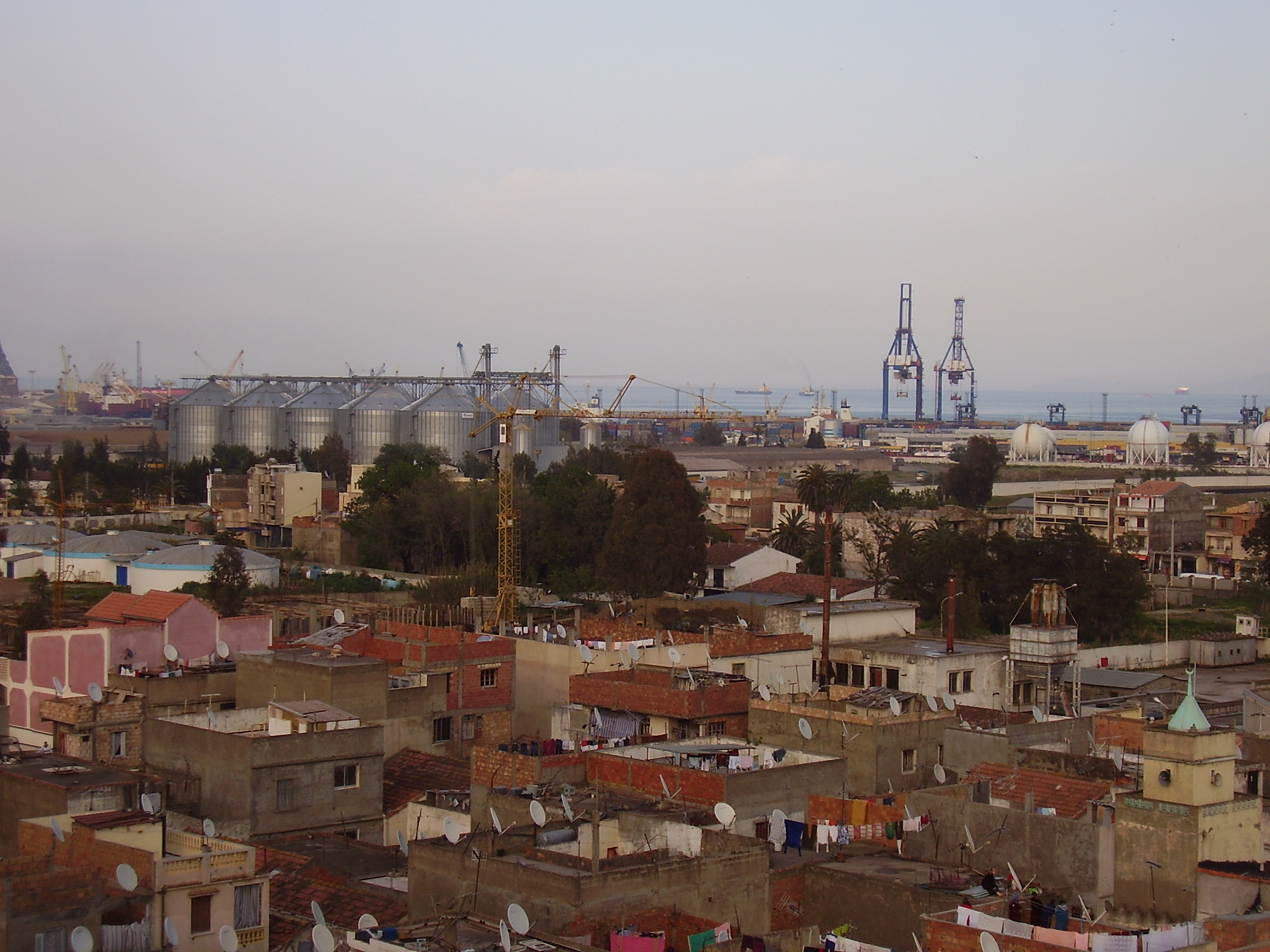
Le attrezzature del porto di Béjaïa
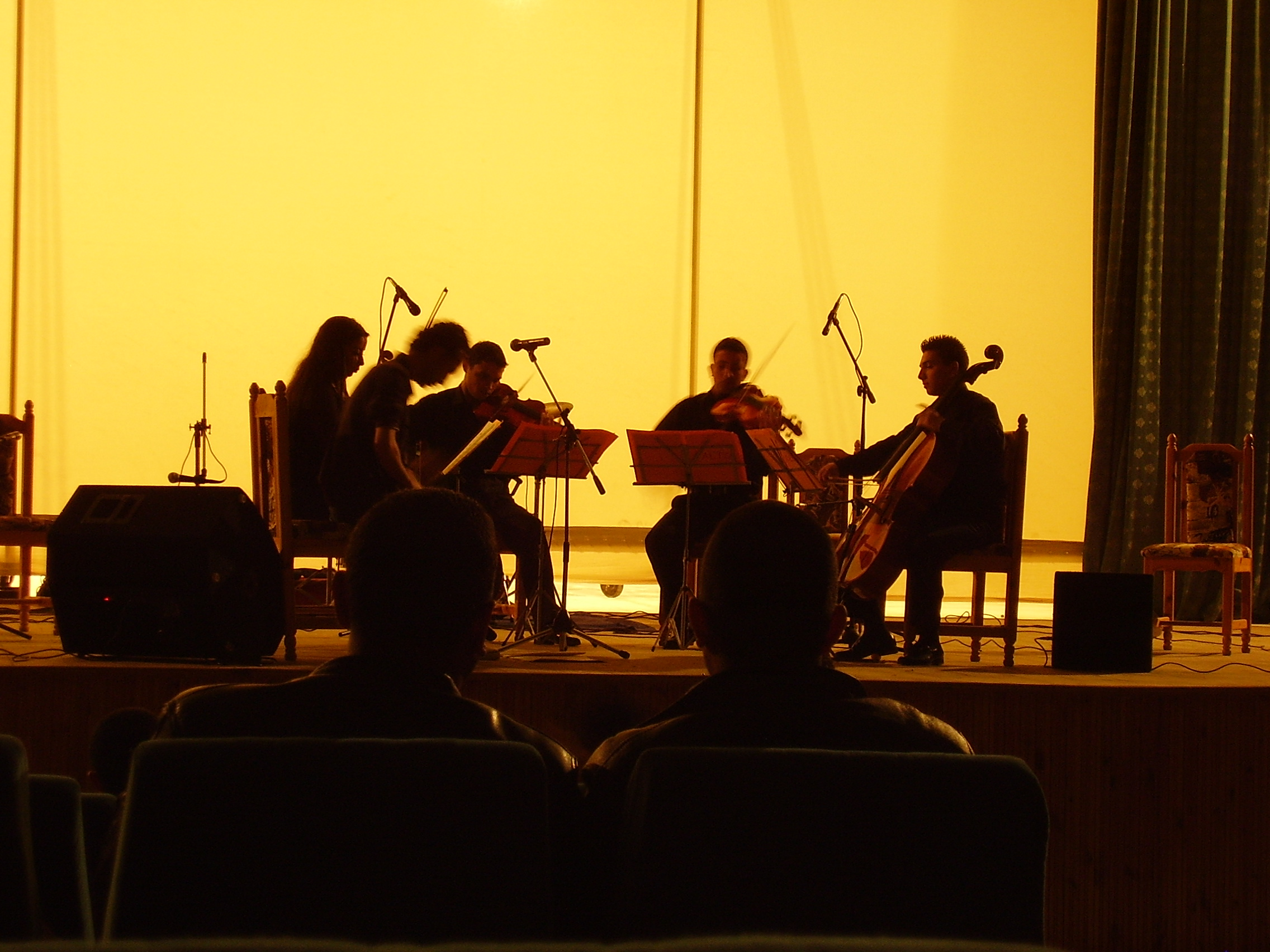
Un concerto alla Casa della Cultura "Taos Amrouche" di Béjaïa
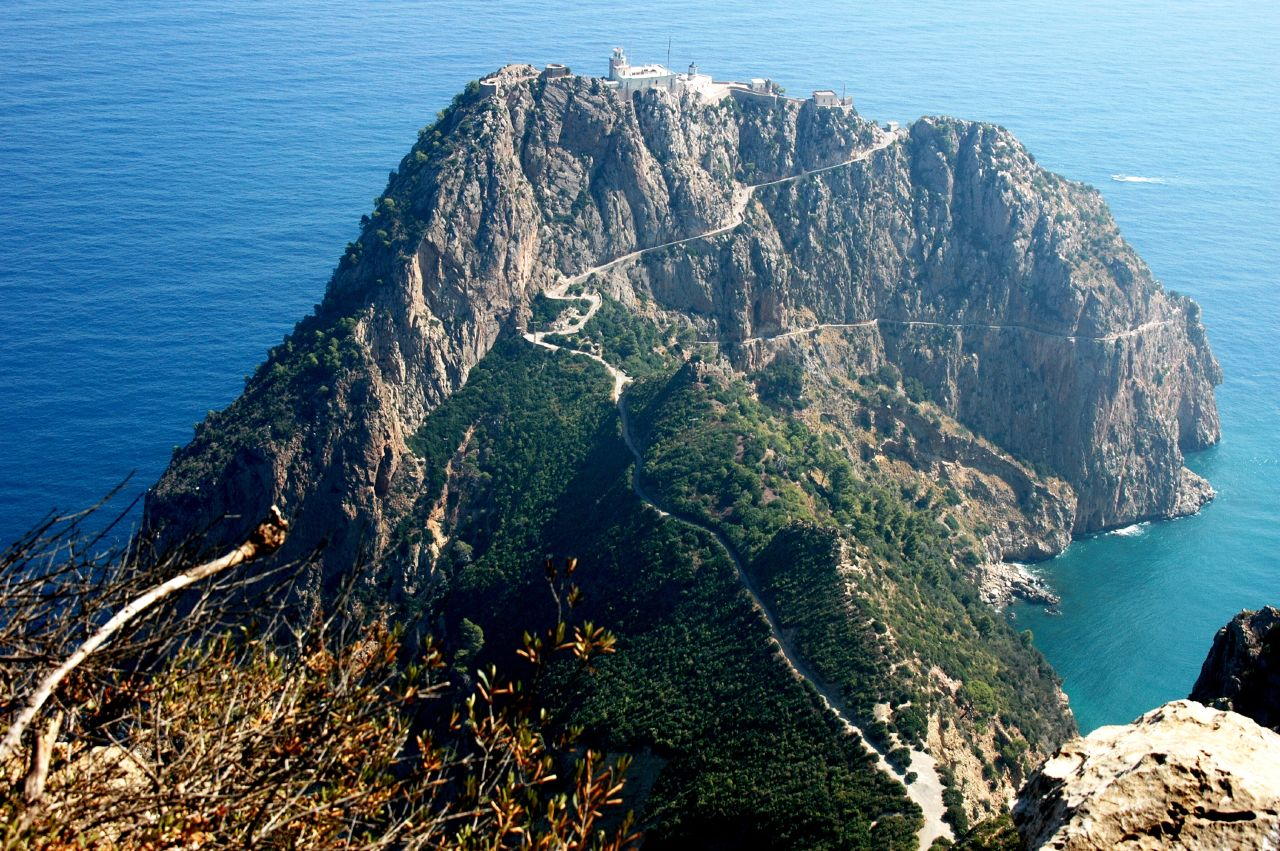
Il Cap Carbon, sormontato dal faro, all'entrata della baia di Béjaïa
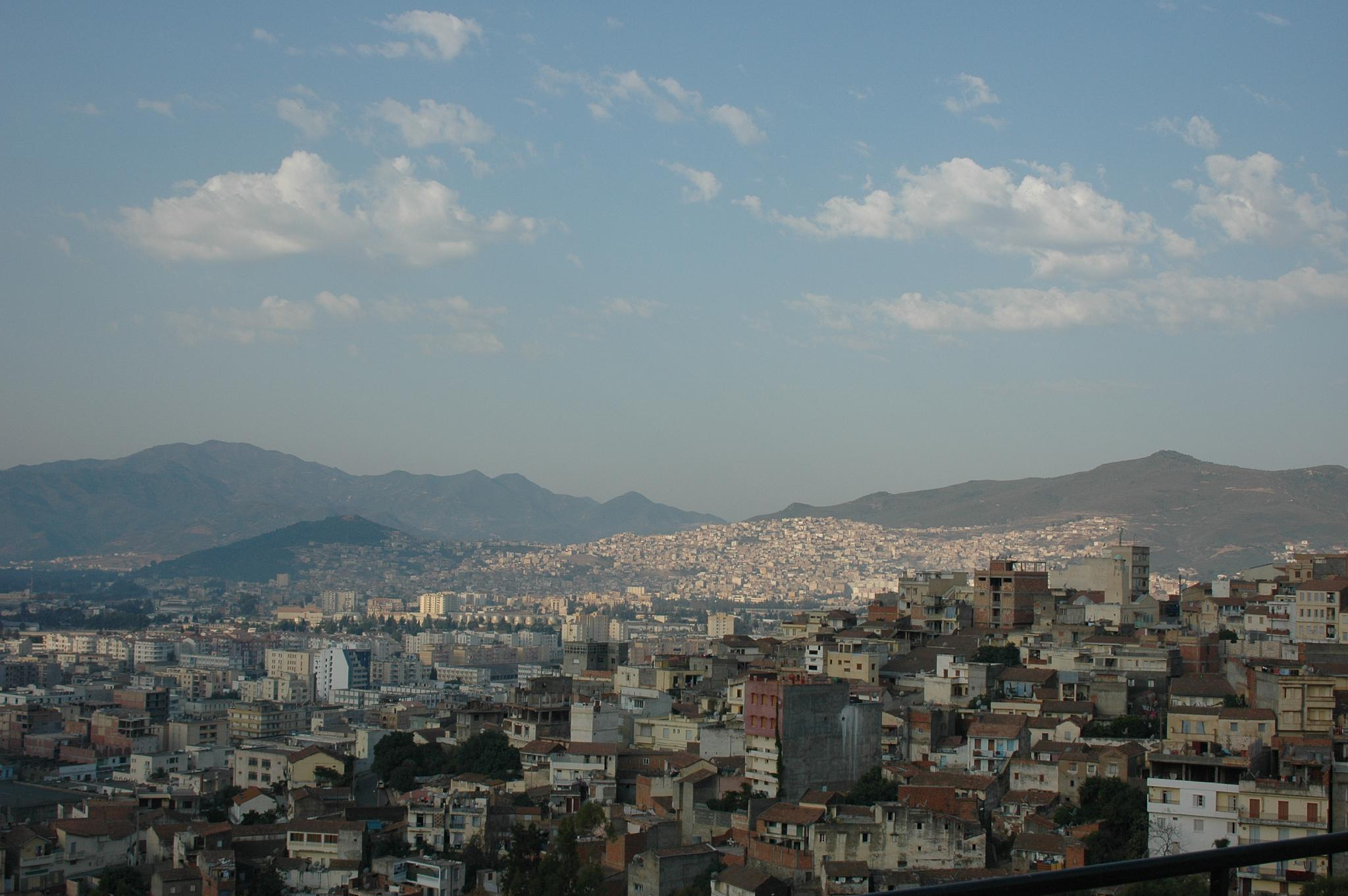
Bejaia vista dalla Casba
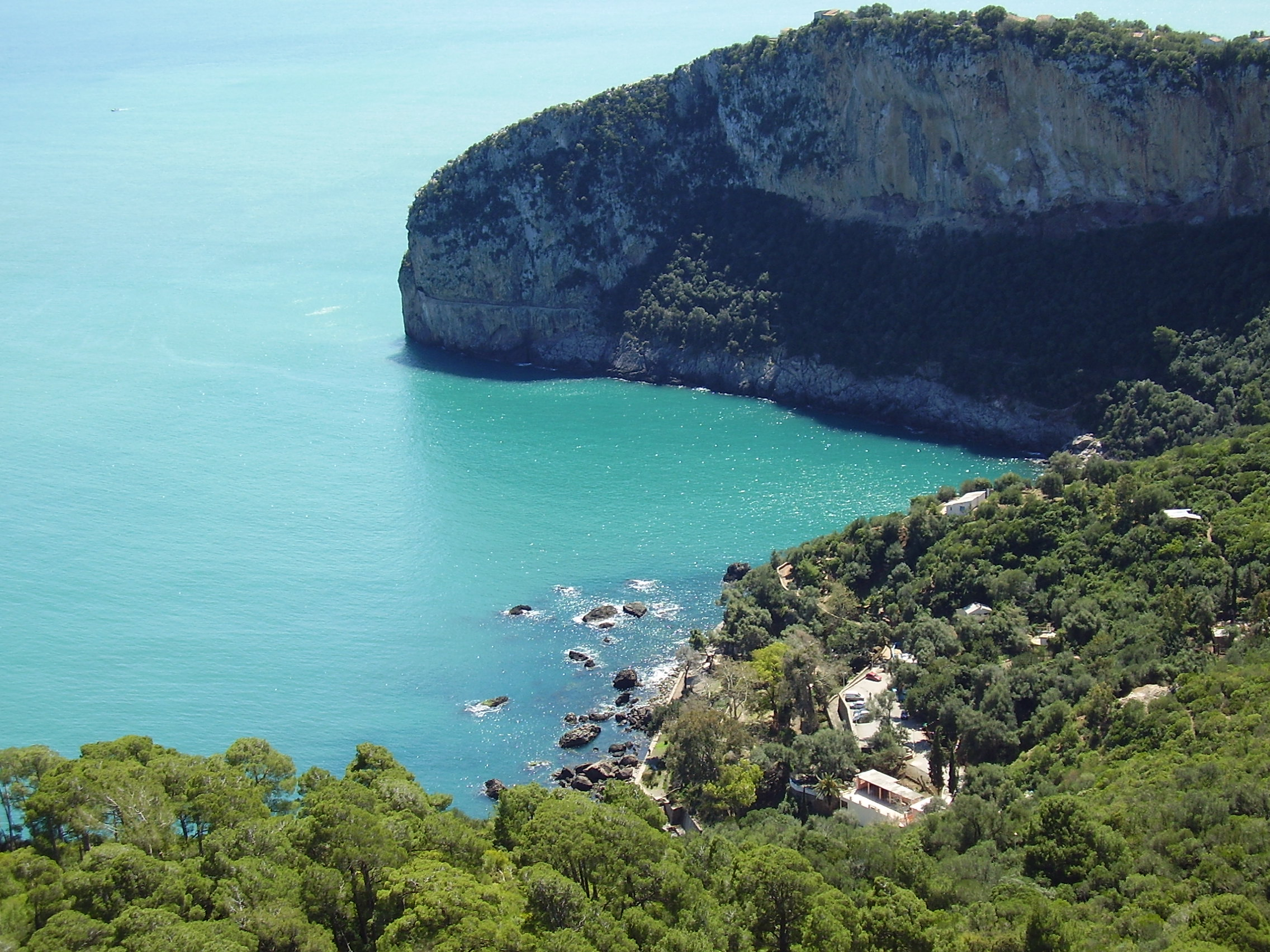
Les Aiguades, spiaggia sassosa di Béjaïa
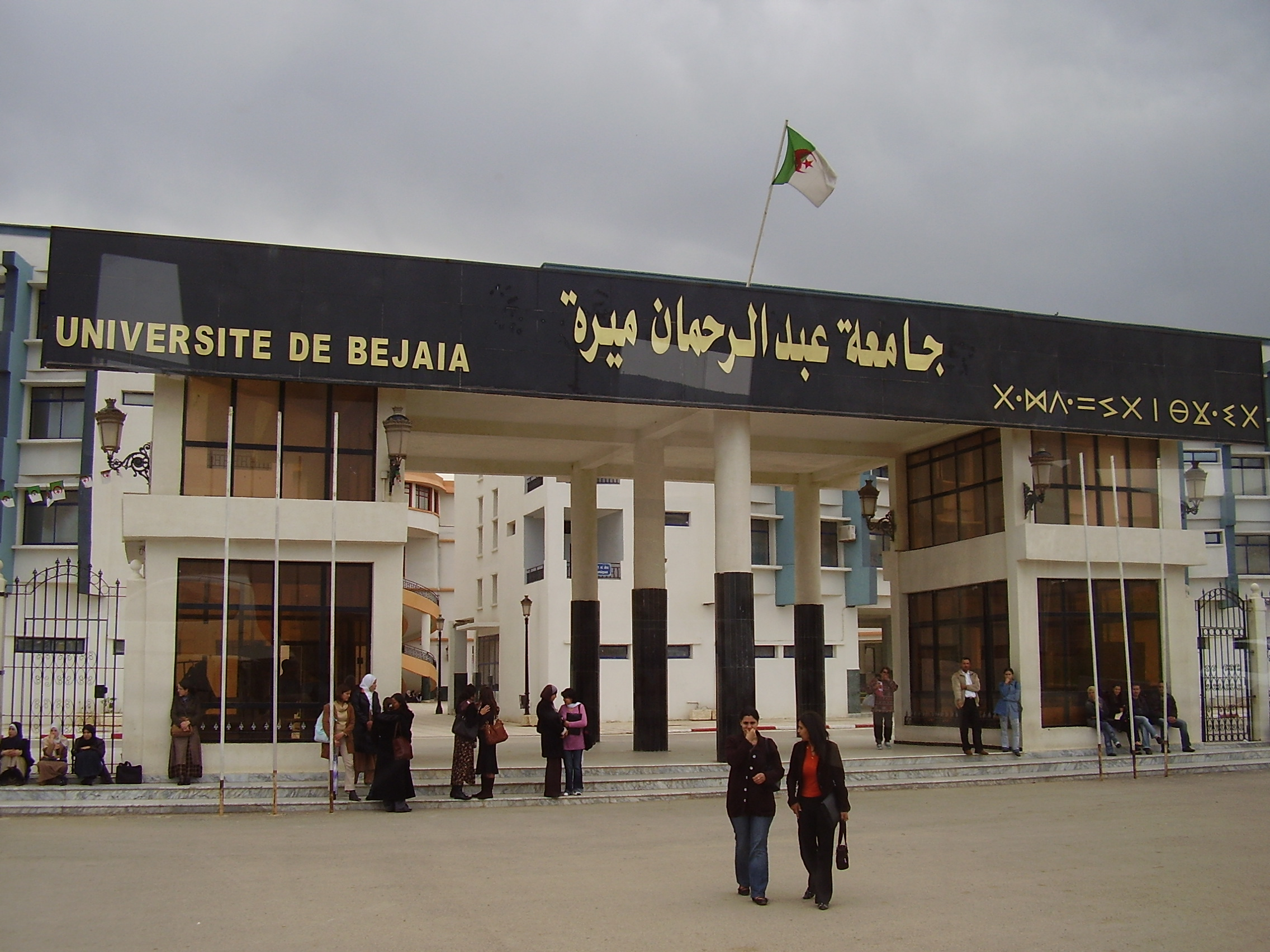
L'università "Abderrahmane Mira" di Béjaïa